# Гаджиев, Сайгид Курбанович
Сайгид (Сагид) Курбанович Гаджиев (31 июля 1947, Махач-Кала — 21 мая 2017, Россия) — советский и российский спортсмен и тренер по вольной борьбе; Мастер спорта СССР, Заслуженный тренер России.

## Биография
Родился 1 августа 1950 года.
Занимался спортом, затем тренерской деятельностью в спортивном обществе «Трудовые резервы». Являлся государственным тренером спорткомитета СССР по Дагестанской АССР. До ухода на пенсию работал в спортивном ведомстве республики, занимая должность заместителя министра.
Подготовил ряд спортсменов-борцов, в их числе братьев — Магомеда (Заслуженный мастер спорта) и Абдулазиза (Мастер спорта международного класса) Азизовых, Руслана Караева.
Умер 20 мая 2017 года. Был похоронен в родовом селении Дегва Сергокалинского района.
В 1998 году Сайгиду Курбановичу было присвоено звание Почётного гражданина города Махачкалы. В 2012 году он был награждён медалью ордена «За заслуги перед Отечеством» II степени.